# Аскеров, Энвер Аскер оглы
Энвер Аскер оглы Аскеров (азерб. Ənvər Əsgər oğlu Əsgərov; 1 мая 1940, Габала, Азербайджанская ССР, СССР — 2014) — советский и азербайджанский художник-живописец. Заслуженный художник Азербайджана (2002).

## Биография
Родился Энвер Аскеров 1 мая 1940 года в городе Габала. В 1963 году закончил Художественное училище имени А. Азимзаде в Баку. В 1968 году закончил Ленинградское высшее художественно-промышленное училище им. В. Мухиной, факультет художественная обработка металла. В 1966—1967 годах работал в Специальном художественно-конструкторском бюро, отдел промышленного и бытового дизайна. В 1968 году впервые принял участие в выставке. В 1969 году стал обладателем третьей премии на Всесоюзной молодежной выставке в Москве за работу «Трубы». В 1972 году завоевал третью премию на Всесоюзной выставке «Земля и Люди» за картину «Орга́н Апшерона». В 1985 году работа Энвера Аскерова, посвящённая 40-летию Победы над фашизмом, была включена в экспозицию Всесоюзной выставки в Москве. В 1994 году Энвер Аскеров стал обладателем премии имени Солтана Мухаммеда, учреждённой Союзом художников Азербайджана.
С 1985 года Энвер Аскеров — участник международных выставок. В 1985 году принял участие в Международной выставке к 40-летию Победы над фашистской Германией, в 1994 — в Международном симпозиуме по живописи стран Причерноморья в Стамбуле (Турция). В 1998 году работа Аскерова Энвера выставлялась на выставке «Современные художники Азербайджана» в Вашингтоне организованной The World Bank. В 2009 году картины Энвера Аскерова принимали участие в выставке современного искусства Азербайджана BAKUNLIMITED в Базеле (Швейцария). В 2012 году две картины Энвера Аскерова были включены в экспозицию выставки FLY TO BAKU. Современное искусство Азербайджана, прошедшей Лондоне с 17 по 29 января. Кроме того, были организованы три персональные выставки художника — в 1995, 2003 и 2010 годах в Баку.
В своём творчестве художник прошёл различные этапы — от реализма до оп-арта. Работы Энвера Аскерова хранятся в фондах Союза художников Азербайджана, в Азербайджанском государственном музее искусств имени Р. Мустафаева, в Художественном фонде Азербайджана, в Министерстве культуры Азербайджана, в Союзе художников России, в Министерстве культуры России, в Художественном фонде России, Государственном музее искусств народов Востока, а также в частных коллекциях в Азербайджане и за рубежом, в музеях и частных коллекциях в США, Франции, Швейцарии и других странах.
Скончался Энвер Аскеров в 2014 году.

## Выставки

Выставка работ Энвера Аскерова в галерее Port Baku Mall — 2017 год.

### Коллективные
- 1985 — Всесоюзная выставка к 40-летию Победы над фашистской Германией[3];
- 1994 — Международный симпозиум по живописи стран Причерноморья (Стамбул, Турция)[3];
- 1998 — Современные художники из Азербайджана (Вашингтон, США)[3];
- 2009 — «Bakunlimited» выставка современного искусства (Базель, Швейцария)[3].

### Персональные
- 1995 — Выставочный зал им. С. Бахлул-заде (Баку)[3];
- 2003 — Выставочный зал им. В. Самедовой (Баку)[3];
- 2010 — Музейный центр (Баку)[3];
- 2015 — Музейный центр (Баку)[2];
- 2017 — Port Baku Mall (Баку)[5].

## Личная жизнь
Энвер Аскеров был женат. Женой является Эльвира Аскерова. У супругов — трое детей: один сын и две дочери. Сын — Ровшан Аскеров, игрок «Что? Где? Когда?» и журналист. Дочери — Хумар и Салима.